# Hack Kampmann (1856–1920)
Hack Kampmann, född 6 september 1856 i Ebeltoft i Jylland i Danmark, död 27 juni 1920 i Frederiksberg, var en dansk arkitekt och professor i arkitektur vid Kunstakademiets Arkitektskole.
Hack Kampmanns far var prost i Hjørring i Nordjylland och han växte upp i Provstegården. Han utbildade sig först till murare 1873–1874 och därefter till arkitekt 1873-1878 på Kunstakademiets Arkitektskole i Köpenhamn. Han mottog den Lilla Guldmedaljen 1882 och den stora 1884. Kampmann åkte på en rad studieresor runt om i Europa. År 1883 åkte han till Paris, där han studerade vid École des Beaux-Arts under professor Jacques Hermant. Efter att ha återvänt till Danmark började han att rita en rad privata och offentliga byggnader.
Kampmann var en ledande arkitekt inom den nationalromantiska arkitekturen och en av initiativtagarna till 1920-talets nyklassicistiska arkitektur. Han ritade det nya polishuset i Köpenhamn, Politigården i Köpenhamn, som färdigställdes efter hans död med hjälp av hans två söner samt Aage Rafn. Hack Kampmann är släkt med den i Sverige verksamme arkitekten Hack Kampmann.

## Byggnadsverk i urval
- Landsarkivet, Viborg (1890–1891)
- Ny Carlsberg Glyptotek, Köpenhamn, (1892–1893)
- Aarhus Teater, Århus (1899–1900)
- Marselisborg slott, Århus, (1899–1902)
- Köpenhamns polishus, Politigården, Köpenhamn (1912–1924)
- Amtmandsboligen i Hjørring[3]
- Sindals posthus, Sindal (1911)

## Utmärkelser
- Riddare av Dannebrogorden,  1897[4]
- Förtjänstmedaljen i guld,  1900[4]
- Dannebrogsmännens hederstecken,  1906[4]

[Redigera Wikidata]

## Bildgalleri

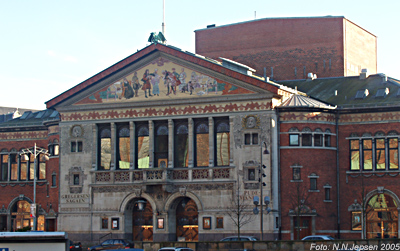
Aarhus Teater.
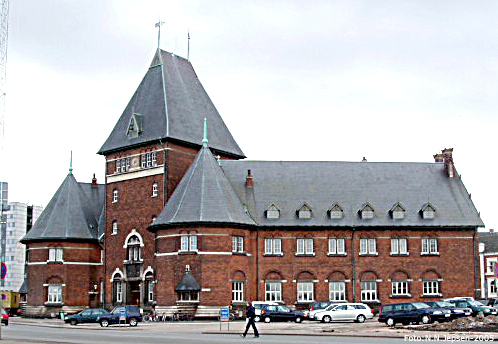
Toldbod Aarhus.
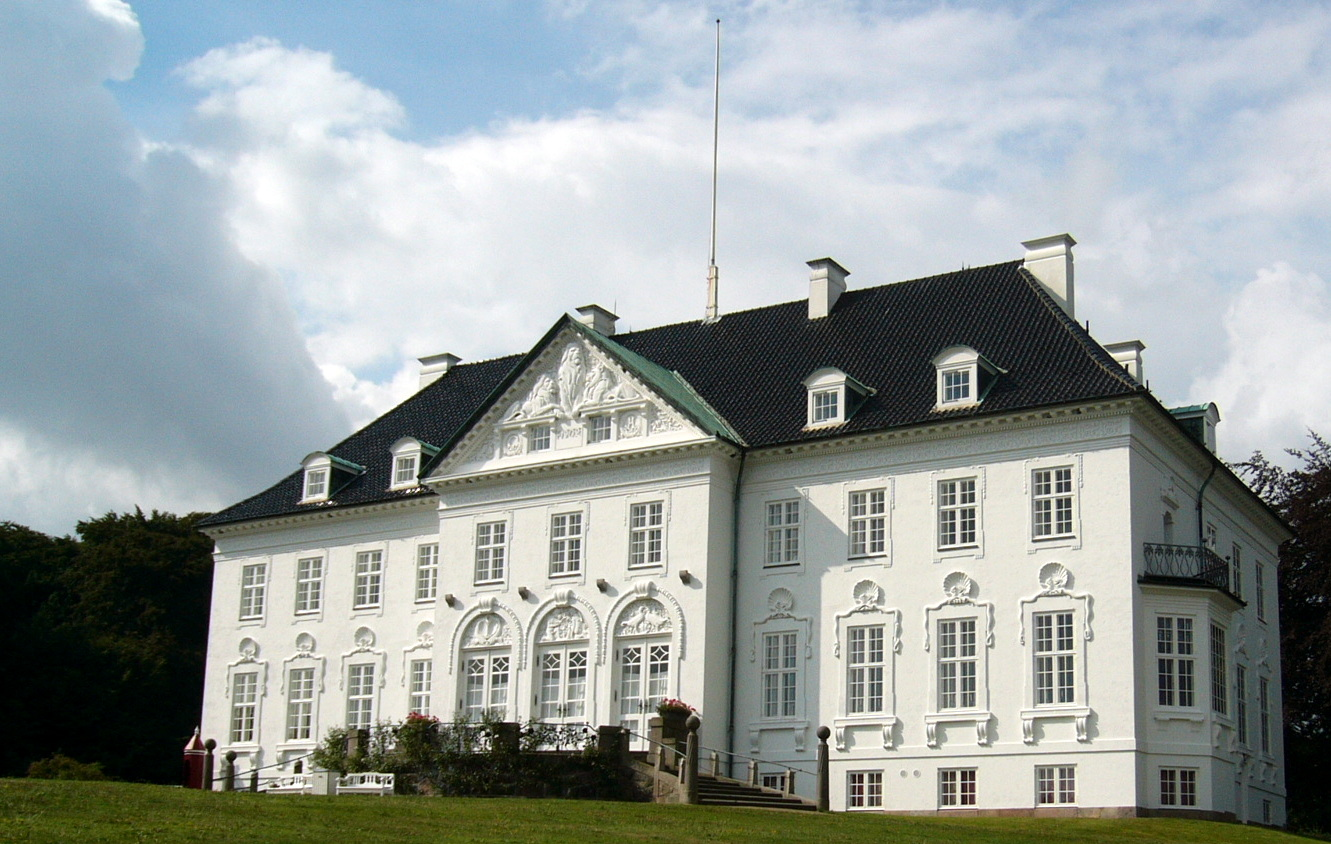
Marselisborg Slot.
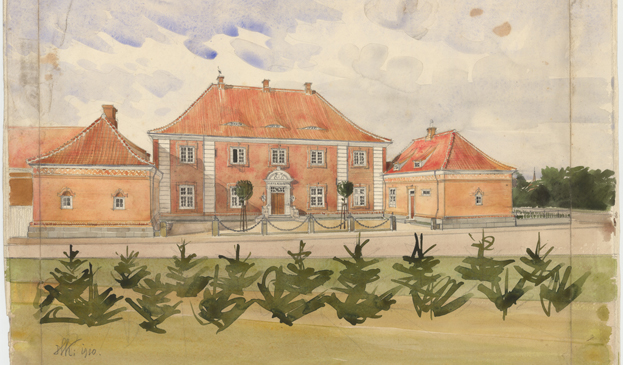
Amtmandsboligen i Hjørring.
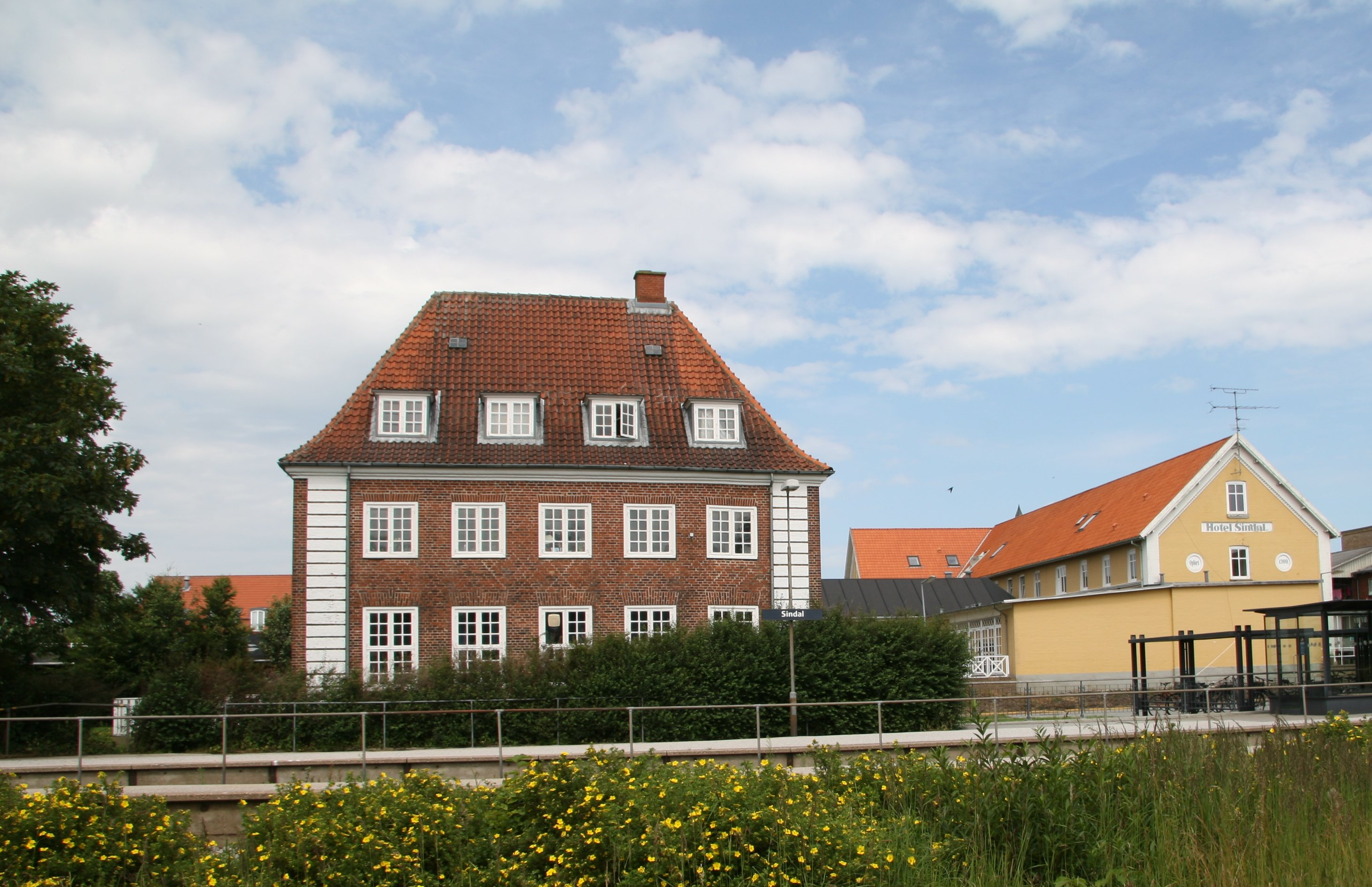
Sindals posthus.